# プレニー・シャンベジー

プレニー・シャンベジーの紋章

プレニー・シャンベジーの旗

プレニー・シャンベジー Pregny-Chambésyはスイス連邦・ジュネーヴ州のレマン湖の北側、ジュネーヴ市の北東に隣接する基礎自治体（コミューン）。ジュネーヴのほかベルヴュー、グラン＝サコネのコミューンに囲まれている。

## データ
- 面積:3.32 km²
- 人口:3588人(2008年1月)